# Ferdinand Joly
Ferdinand Joly (* 4. Juni 1765 in Salzburg; † 20. Oktober 1823 in Elsenloh bei Tittmoning) war ein österreichischer Volksdichter und Komponist. Er ist auch als Scholi bekannt.

## Leben
Ferdinand Joly war ein Sohn des Hofzuckerbäckers Joseph Alexius Joly. Er begann ein Studium an der Universität Salzburg, wurde aber 1783 relegiert und lebte danach als fahrender Dichter. Laut dem Österreichischen Biographischen Lexikon verfasste er unter anderem Spottlieder, Bauernkomödien und Hirtenspiele, aber auch Toten- und Kirchenlieder, und betätigte sich außerdem auch als Maler. Etwa 20 Stücke Jolys blieben erhalten. August Hartmann gab 1880 seine Volksschauspiele in Leipzig heraus.
„Ein plötzlicher Tod unter freiem Himmel erreichte“ Jolly laut ADB auf dem Einödhof Elsenloh. Noch auf seinem Grabkreuz soll er als Student bezeichnet worden sein.
Möglicherweise geht die Redewendung „Mein lieber Scholli“ auf Ferdinand Joly und dessen hugenottischen Nachnamen zurück.
In den Salzachstädten Laufen und Tittmoning sind Straßen nach Ferdinand Joly benannt.